# واتفورد
واتفورد (به انگلیسی: Watford) شهری در کشور انگلستان است که این کشور خود بخشی از بریتانیا محسوب می‌شود. این شهر در سال ۱۹۹۱ میلادی ۱۱۳٫۰۸۰ نفر جمعیت داشته و در سرشماری سال ۲۰۰۱ جمعیت آن به ۱۲۰٫۹۶۰ نفر رسیده‌است. میزان رشد سالانهٔ جمعیت واتفورد ‎۰٫۰۲ درصد می‌باشد و جمعیت این شهر در سال ۲۰۱۲ به ۱۲۱٫۲۰۶ نفر تغییر یافت.